# Тарун Дилон
Тарун Дилон (Хисар, 18. август 1994) је индијски парабадминтон играч из Харајане. Такмичи се у категорији SL4. Квалификовао се да представља Индију на Љетњим параолимпијским играма 2024. у Паризу, својим другим Олимпијским играма.
Дилон је рангиран као други на свијету у категорији мушкарци појединачно SL4 у парабадминтону. Представљао је Индију на Љетњим параолимпијским играма 2020. у Токију и завршио је на четвртом мјесту у категорији мушкарци појединачно SL4.
Освојио је златну медаљу у категорији мушких парова SL3-SL4 заједно са Кумаром Нитешом на Азијским параиграма 2022. у Хангџоуу, Кина. Раније је освојио још двије медаље на Азијским играма. Освојио је сребрну медаљу 2014. и златну медаљу на Азијским параиграма 2018.

## Биографија
Дилон је рођен у Хисару, Харијана. Када је имао 8 година, доживио је несрећу играјући фудбал и тешко му је повријеђено десно кољено, а двије операције нису помогле. Почео је да се бави бадминтоном и освојио је своје прво пара-бадминтон такмичење са 11 година. Тренира у Бадминтон академији Шајнинг Стар у Харијани.